# 巴尼加特萊特 (新澤西州)
巴尼加特萊特（英語：Barnegat Light）是位於美國新澤西州海洋縣的自治市鎮。

## 人口
根據2020年美國人口普查的數據，巴尼加特萊特的面積為3.10平方千米，當中陸地面積為2.95平方千米，而水域面積為0.15平方千米。當地共有人口640人，而人口密度為每平方千米206人。